# 康茨山
康茨山（英語：Mount Counts），是南極洲的山峰，位於沙克爾頓海岸，處於馬爾什冰川東岸，由新西蘭探險隊命名，該山峰現時由南極條約體系管理。